# Francisco Azorín Poch
Francisco Azorín Poch (Màlaga, 2 de juliol de 1914 - Madrid, 9 d'abril de 1989) va ser un matemàtic espanyol, acadèmic de la Reial Acadèmia de Ciències Exactes, Físiques i Naturals.

## Biografia
Fill de l'arquitecte socialista i esperantista Francisco Azorín Izquierdo, es doctorà en Ciències Matemàtiques i diplomà en Estadística per la Universitat de Madrid. En acabar la guerra civil espanyola hagué d'exiliar-se amb la seva família. Fou professor de mostreig a la Universitat Central de Veneçuela i assessor del Banc Central de Veneçuela, alhora que el 1955 era nomenat assessor de la UNESCO i el 1962 director d'estadística i projeccions de la Comissió Econòmica per a Amèrica Llatina i el Carib (CEPAL). El 1965 fou nomenat membre de l'Institut Internacional d'Estadística i el 1980 membre de la Comissió de Terminologia de la International Association of Survey Statisticians.
El 1961 va tornar a Espanya en obtenir la càtedra d'estadística matemàtica i càlcul de probabilitats a la Universitat de Santiago de Compostel·la. El 1974 va obtenir la mateixa càtedra a la Universitat Autònoma de Madrid, on fou director del Departament d'Estadística Matemàtica.
De 1977 a 1982 fou president de l'Institut Nacional d'Estadística d'Espanya, període en el qual es van iniciar els Cursos Intensius de mostreig amb aplicacions a enquestes a Llars. El 1980 fou escollit acadèmic de la Reial Acadèmia de Ciències Exactes, Físiques i Naturals, i en va prendre possessió l'any següent amb el discurs Conjuntos borrosos, estadística y probabilidad. També ha estat Doctor Honoris Causa per la Universitat de Màlaga, el 1985 a proposta de la Facultat de la Ciències Econòmiques i Empresarials, membre de l'Institute of Mathematical Statistics, de l'American Statistical Association, de l'Econometric Society, de l' Associació Espanyola de Recerca Operativa, Estadística i Informàtica i de la Gesellschaft für Klassifikation.

## Obres
- Sobre un proyecto de índice general (1949)
- Símbolos utilizados en Estadística matemática (1950)
- Sampling for Housing Statistics (1952)
- Algunas aclaraciones al caso más simple de análisis de la varianza (1953)
- Sobrevisión por muestreo en universidades españolas (1954-55)
- Sobre un caso de convolución de variables discretas (1957)
- La investigación de operaciones y sus métodos (1958)
- Algunos problemas estadísticos en la construcción de escalas de consumo (1959)
- The Teaching of Statistics in Spain (1960)
- Sobre el muestreo en bola de nieve (1962)
- Sobre la estimación de proporciones (1963)
- La teoría de las colas y sus aplicaciones (1964)
- Descomposición de un problema de optimización y algunas posibles aplicaciones (1965)
- La simulación y el muestreo (1968)
- Nota sobre aplicación de algunos criterios de valor óptimo (1979)
- Notas sobre módelos estadísticos (1971)
- Trade-offs in Taxonomy (1975)
- Data Banks-Problems of Classification and Computarization (1974)
- On Statistical Models as a Subject of Classification and Resource Allocation (1975)
- Entropía y clasificación de estructuras cristalinas (1976)
- Sur l'entropie taxonomique des classifications (1977)
- Muestreo borroso de poblaciones borrosas (1978)
- Contribution to the Balancing of Varius Desiderata Attributes (1980)
- Glosario de Conjuntos Borrosos en relación con la Estadística (1980)